# Retrocarga

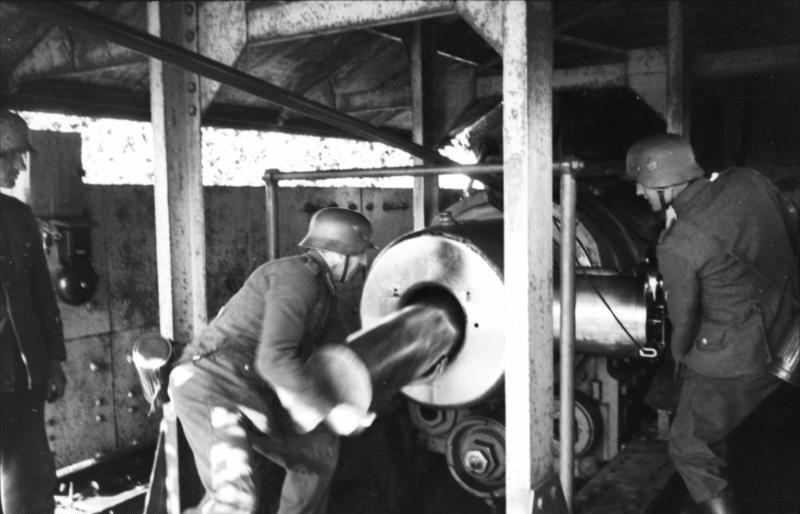
Alimentación de un cañón de retrocarga

Un arma de retrocarga es un arma de fuego en la cual el proyectil es cargado por la parte posterior de la misma, a diferencia de las armas de avancarga en las cuales, el proyectil y el propelente se introducen en el arma por la boca de la misma.

## Artillería rayada de retrocarga
Como consecuencia del rayado, hacia 1860 comenzaron a aparecer en los ejércitos europeos piezas de retrocarga de diferentes tipos, fundadas en el cierre de cuña o en el de tornillo. Desde hacía mucho tiempo se había experimentado con piezas de retrocarga que no pudieron prosperar. El piamontés Cavalli, por ejemplo, propuso un cierre de cuña, y otros muchos inventos . El más antiguo cierre que se utilizó fue el del sueco Wahrendorff, que ideó un cierre de émbolo y cerrojo transversal hacia 1840, sistema que se adoptó en Prusia, Austria, Francia y Bélgica para las piezas de sitio y plaza.

### Los cierres
El cierre es un mecanismo que permite cargar la pieza por la culata, y para ello debe cumplir una doble función: resistir la presión de los gases producidos en la combustión de la pólvora y obturar la parte posterior de la recámara para evitar el escape de dichos gases.
Los mecanismos de cierre que se generalizaron fueron:
- Los cierres de tornillo

Están constituidos por un bloque cilíndrico o troncocónico de acero, con varios sectores lisos y otros roscados, que entra a rosca en el alojamiento de la culata. El cierre gira en torno a una bisagra vertical, introduciéndose en el cañón. Una vez dentro, se hace girar el cierre en torno al eje longitudinal del cañón de tal manera que las roscas del cañón y del cierre actúen como tuerca y tornillo.
El de tornillo cilíndrico partido lo adoptó la casa francesa Schneider y de él se derivaron los cañones españoles Plasencia, Díaz Ordóñez, Onofre Mata, Verdes Montenegro y Álvarez de Sotomayor. Otros tipos los emplearon las casas inglesas Armstrong, Vickers y Maxim-Nordenfeld, que después adaptaron piezas de artillería de costa.
- Los cierres de cuña

Están formados por un bloque prismático o cilindro-prismático de acero en forma de cuña, que se introduce en una mortaja practicada en la culata de la pieza. El cierre de cuña cilindro-prismática fue el que adoptó la muy adelantada casa Krupp de Essen (Alemania), en esa época prusiana.
- El cierre excéntrico

El cierre es un disco con eje de rotación paralelo al longitudinal del cañón y rosca continua que se atornilla en el tubo del cañón. El disco tiene una ventana circular que el movimiento de rotación del disco en la posición de carga o al contrario en posición de cierre.
- Cierre por pistón

Un pistón es introducido al cañón y es trabado con un cerrojo perpendicular que pasa a través de orificios hechos en el cañón y en el pistón.

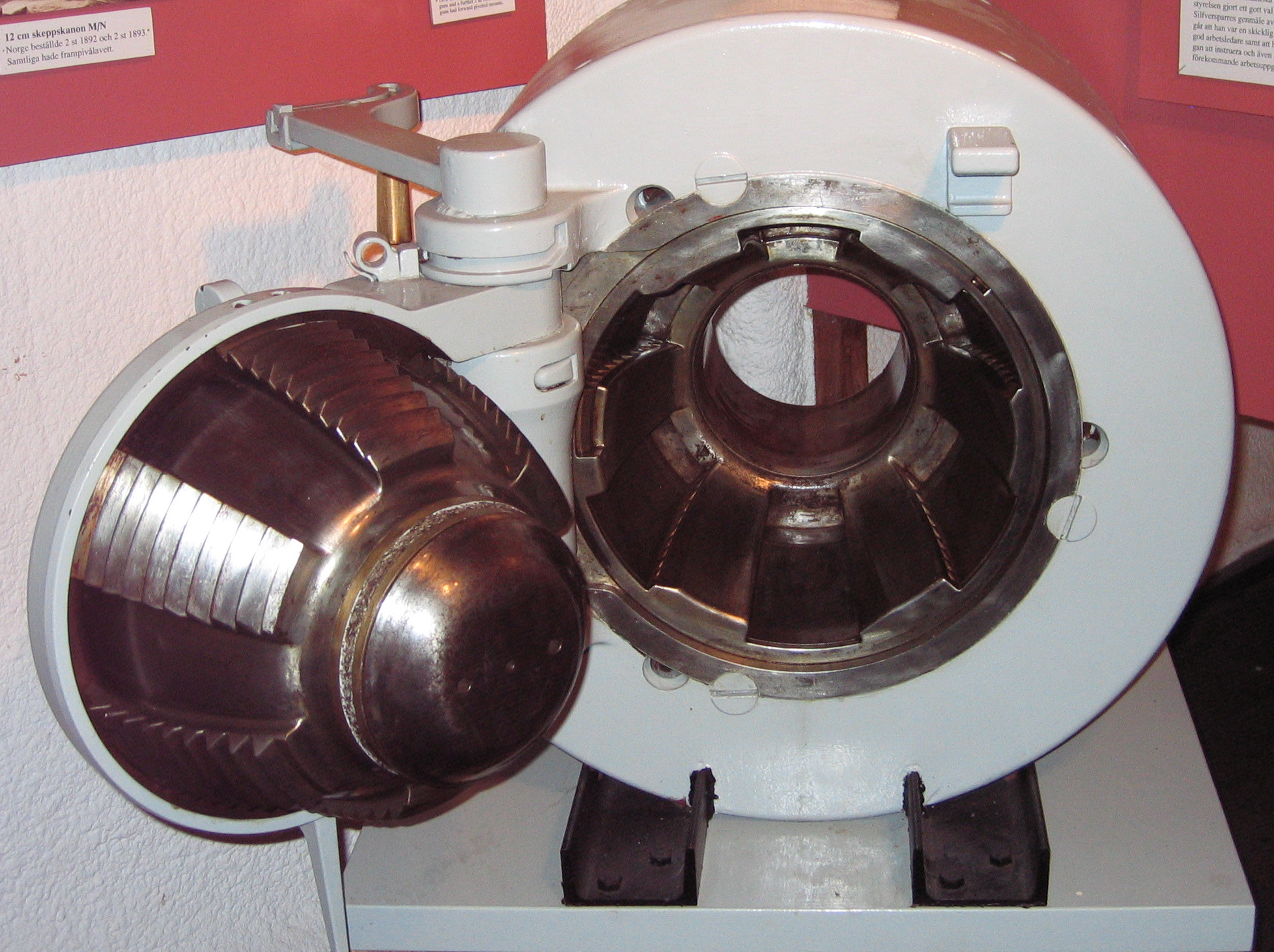
Cierre de tornillo.
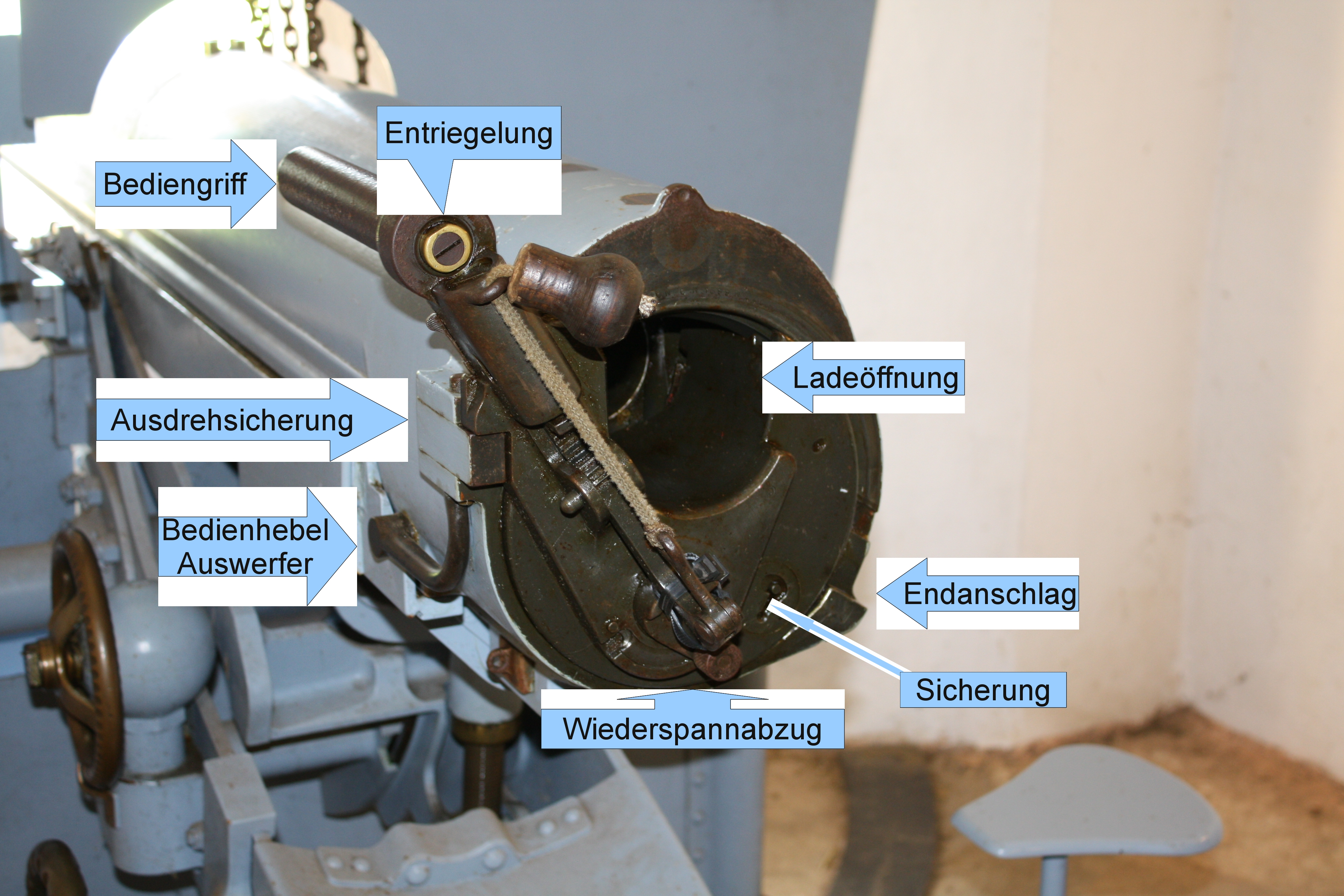
Cierre excéntrico.
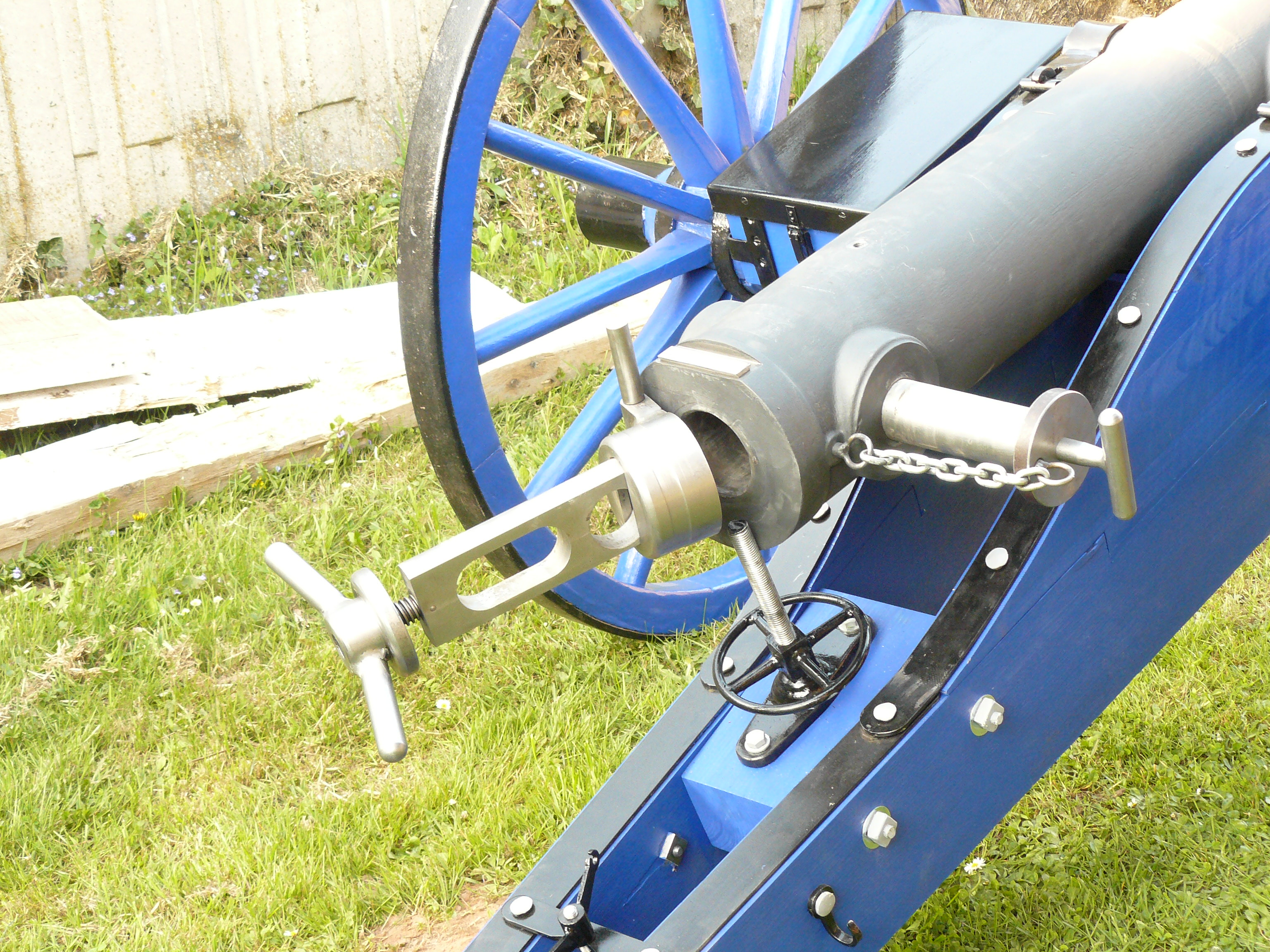
Cierre por pistón (construído solo como ejemplo)

## Primeras piezas de retrocarga
Uno de los primeros cañones de retrocarga que se normalizaron para artillería fue el Krupp de 8 cm de largo, de acero fundido, con doce rayas, montado en cureña de madera de gualderas corridas. Tenía un alcance máximo de 3450 m, toda una proeza para la época.
El general Elorza influyó en la transformación y mejoramiento material bélico en España; propuso la fabricación de un cañón de bronce de 8 cm de retrocarga, igual a los de Krupp pero más corto. Se realizó en Sevilla y resultó similar a los de acero, siendo adoptado en diciembre de 1869. El primero que se construyó se expone en la Sala de Artillería del Museo del Ejército de Madrid.
El comandante español Plasencia, durante la tercera guerra carlista, desarrolló un cañón de acero de 8 cm para montaña, de retrocarga, con cierre de tornillo partido, con el que se logró superar a la artillería carlista, que hasta entonces dominaba gracias a los cañones ingleses Withworth.
El rayado de los cañones de bronce sufría un desgaste considerable, por lo que, en 1874, se comienzan proponer mejoras empezando por fabricar tubos de bronce comprimido o bronce-acero, de mucha mayor dureza, inventado por el coronel austriaco Uchatius. Por la misma razón, en las piezas de hierro fundido, de costa (cañones para la protección de puertos , fronteras marítimas, etc), de grandes calibres, se empleó el sistema de "zunchado", que consistía en colocar alrededor del tubo varios manguitos de acero que aumentaban notablemente su resistencia.
Ya en las décadas de 1880, un sistema completo de piezas de campaña se pusieron en disposición, del que se fabricó en serie el cañón de 8 cm, que dio magníficos resultados y con el que se dotó a las baterías a caballo y regimientos montados de varios países.
Para la artillería de sitio también se fabricaron piezas rayadas de bronce comprimido, ya estándar en los ejércitos para 1891.
- Datos: Q1933955
- Multimedia: Breech-loaders / Q1933955